# Арена-Цербионе (Пјаченца)
Арена-Цербионе је насеље у Италији у округу Пјаченца, региону Емилија-Ромања.
Према процени из 2011. у насељу је живело 70 становника. Насеље се налази на надморској висини од 48 м.